# Mångtusen frälsta tågat in i himmelens palats
Mångtusen frälsta tågat in i himmelens palats är en sång med engelskt ursprung och som sjungs på en engelsk melodi. Den svenska översättningen gjordes 1888 av Erik Leidzén sr.

## Publicerad i
- Frälsningsarméns sångbok 1968 som nr 75 under rubriken "Frälsning".
- Frälsningsarméns sångbok 1990 som nr 360 under rubriken "Frälsning".